# 岐阜県道237号西大垣停車場線
岐阜県道237号西大垣停車場線（ぎふけんどう237ごう にしおおがきていしゃじょうせん）は、岐阜県大垣市内を通る一般県道である。

## 概要
養老鉄道養老線西大垣駅への連絡道路であると同時に、大垣市中心部を東西に横断する重要な道路。大垣城の南を通るほか、周辺は大垣市の中心地である。一部区間には西大垣通りという愛称がついている。
起点から大垣市本町までは中央分離帯のある片側2車線の道路となっている。

### 路線データ
- 起点：西大垣停車場[2]
- 終点：岐阜県大垣市南高橋町（旭町交差点、国道258号・岐阜県道31号岐阜垂井線交点）[2]

## 路線状況

### 愛称
- 西大垣通り[1]

### 交通量
24時間自動車類交通量（上下合計）（単位：台）　道路交通センサス
| 区間        | 平成17（2005）年度 | 平成22（2010）年度 | 平成27（2015）年度 |
| ----------- | ------------------ | ------------------ | ------------------ |
| 起点 - 終点 | 14,918             | 16,199             | 14,564             |

（出典：国交省ホームページ「平成22年度全国道路・街路交通情勢調査 一般交通量調査 箇所別基本表（岐阜県）」p.37、「平成27年度全国道路・街路交通情勢調査 一般交通量調査 箇所別基本表（岐阜県）」p.33）

## 地理

### 通過する自治体
- 岐阜県
  - 大垣市

### 交差する道路
| 交差する道路                                    | 市町村名 | 所在地   | 交差点名 | 備考 |
| ----------------------------------------------- | -------- | -------- | -------- | ---- |
| 岐阜県道18号大垣一宮線 （りんごっこ通り）       | 大垣市   | 神田町   | 神田町1  |      |
| 岐阜県道57号大垣停車場線 （駅通り）             | 大垣市   | 郭町     | 郭町     |      |
| 国道258号（水郷街道258） 岐阜県道31号岐阜垂井線 | 大垣市   | 南高橋町 | 旭町     | 終点 |

### 沿線
| 沿線                                   | 市町村名 | 所在地   |
| -------------------------------------- | -------- | -------- |
| 養老鉄道養老線 西大垣駅                | 大垣市   | 木戸町   |
| イビデン本社                           | 大垣市   | 神田町   |
| 大垣神田郵便局                         | 大垣市   | 神田町   |
| 水門川                                 | 大垣市   | 丸の内   |
| 丸の内保育園                           | 大垣市   | 丸の内   |
| 大垣市役所                             | 大垣市   | 丸の内   |
| 大垣税務署                             | 大垣市   | 丸の内   |
| ファミリーマート 大垣丸の内店          | 大垣市   | 丸の内   |
| 大垣西濃信用金庫 中央支店              | 大垣市   | 御殿町   |
| 大垣公園                               | 大垣市   | 郭町     |
| 大垣城                                 | 大垣市   | 郭町     |
| 大垣城ホール                           | 大垣市   | 郭町     |
| 大垣さし源 本店                        | 大垣市   | 郭町     |
| 大和証券 大垣営業所                    | 大垣市   | 郭町     |
| 東海東京証券（株） 大垣支店            | 大垣市   | 郭町     |
| 大垣市守屋多々志美術館                 | 大垣市   | 郭町     |
| 大垣共立銀行本店                       | 大垣市   | 郭町     |
| セブン-イレブン 大垣郭町3丁目店        | 大垣市   | 郭町     |
| ほっともっと 大垣南高橋町店            | 大垣市   | 南高橋町 |
| 大垣南高橋郵便局                       | 大垣市   | 南高橋町 |
| 中部電力パワーグリッド（株）大垣営業所 | 大垣市   | 南高橋町 |

## ギャラリー

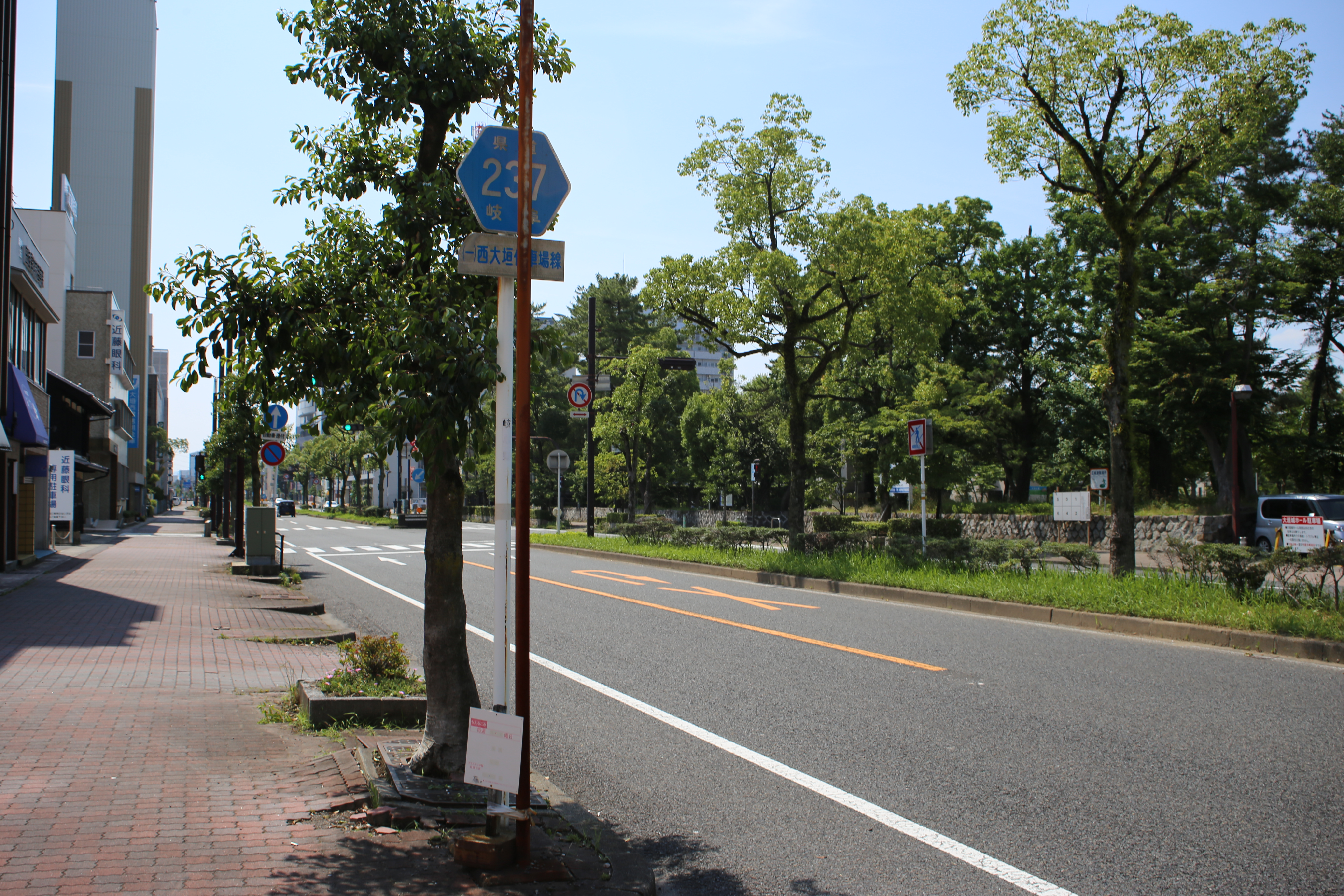
大垣市御殿町（2016年6月）
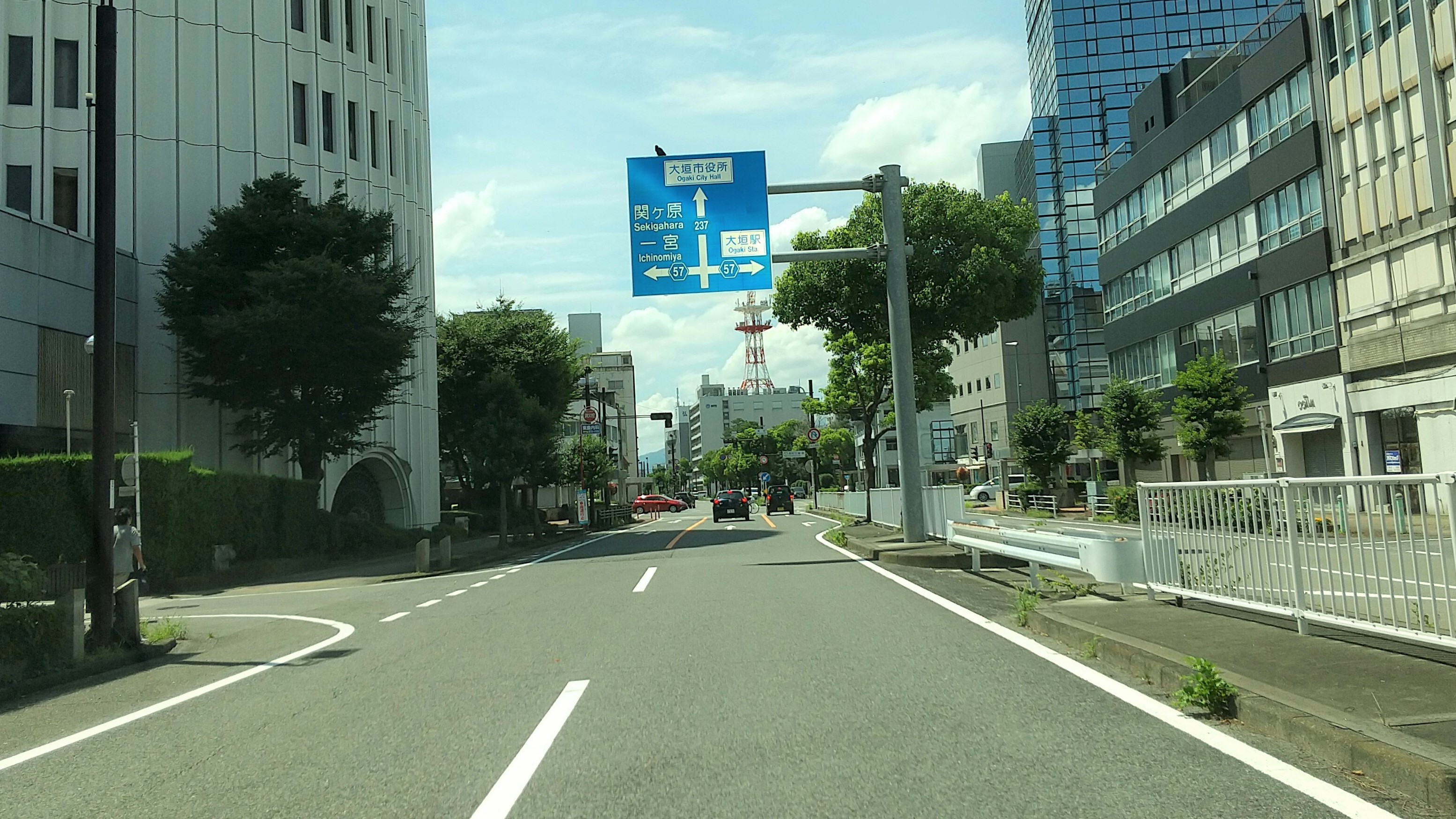
大垣市郭町（2022年7月）
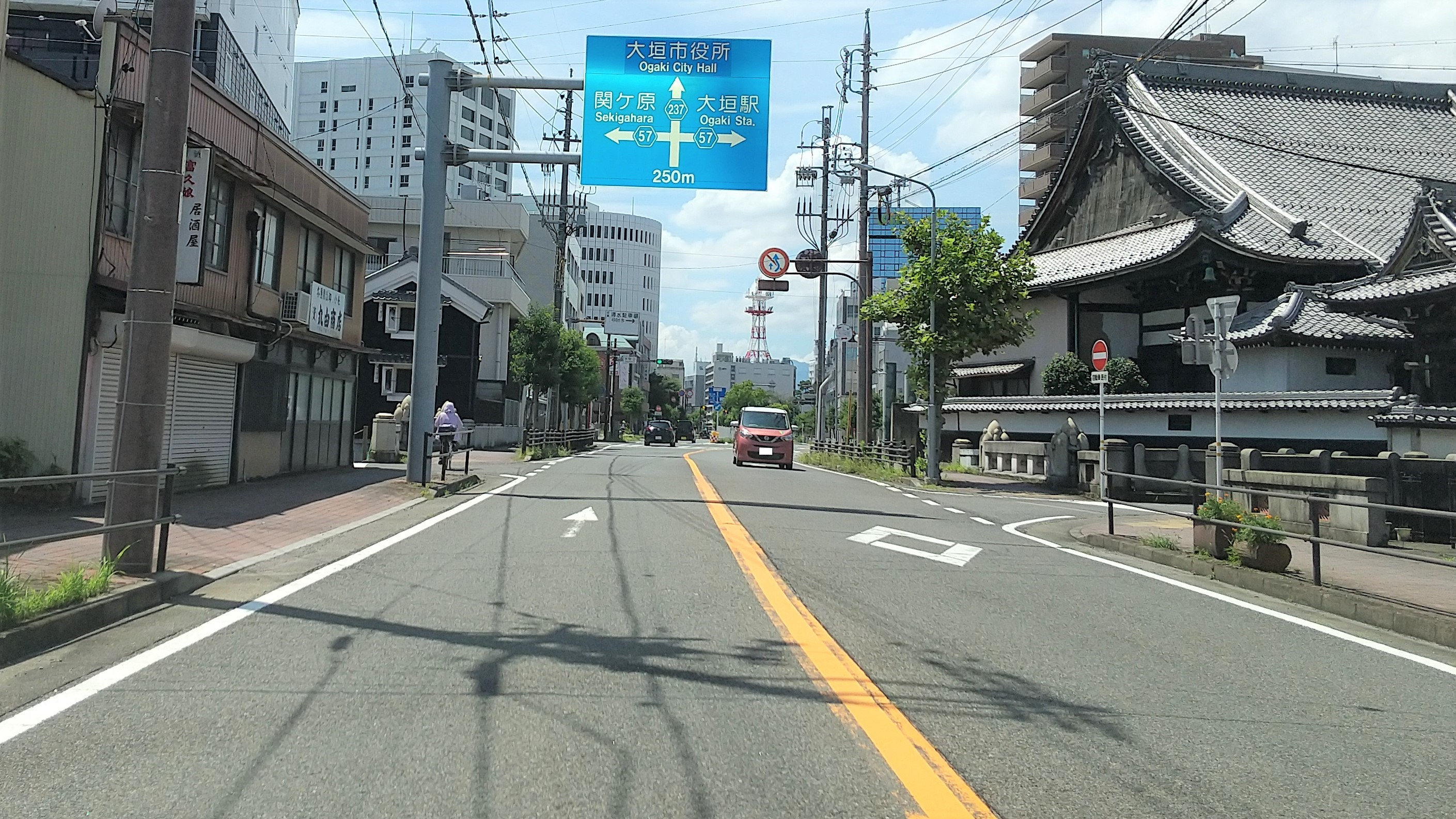
大垣市新町（2022年7月）